# Labelle
LaBelle és una població dels Estats Units, seu del comtat de Hendry, a l'estat de Florida. Segons el cens del 2000 tenia 4.210 habitants.

## Demografia
Segons el cens del 2000, LaBelle tenia 4.210 habitants, 1.440 habitatges, i 995 famílies. La densitat de població era de 468,4 habitants/km².
Dels 1.440 habitatges en un 32,2% hi vivien nens de menys de 18 anys, en un 55,2% hi vivien parelles casades, en un 10,2% dones solteres, i en un 30,9% no eren unitats familiars. En el 25,9% dels habitatges hi vivien persones soles el 14,1% de les quals corresponia a persones de 65 anys o més que vivien soles. El nombre mitjà de persones vivint en cada habitatge era de 2,71 i el nombre mitjà de persones que vivien en cada família era de 3,26.
Per edats la població es repartia de la següent manera: un 26,8% tenia menys de 18 anys, un 8,5% entre 18 i 24, un 25,5% entre 25 i 44, un 18,3% de 45 a 60 i un 20,9% 65 anys o més.
L'edat mediana era de 36 anys. Per cada 100 dones de 18 o més anys hi havia 99,8 homes.
La renda mediana per habitatge era de 31.642 $ i la renda mediana per família de 39.550 $. Els homes tenien una renda mediana de 26.327 $ mentre que les dones 21.979 $. La renda per capita de la població era de 15.652 $. Entorn del 12,9% de les famílies i el 18% de la població estaven per davall del llindar de pobresa.

## Poblacions més properes
El següent diagrama mostra les poblacions més properes.